# Neodexiopsis
Neodexiopsis är ett släkte av tvåvingar. Neodexiopsis ingår i familjen husflugor.

## Dottertaxa tillNeodexiopsis, i alfabetisk ordning[1]
- Neodexiopsis alacris
- Neodexiopsis antennata
- Neodexiopsis arizona
- Neodexiopsis barbiventris
- Neodexiopsis basalis
- Neodexiopsis borea
- Neodexiopsis brasiliensis
- Neodexiopsis brevicornis
- Neodexiopsis cacumina
- Neodexiopsis calopyga
- Neodexiopsis cavalata
- Neodexiopsis cera
- Neodexiopsis cinerea
- Neodexiopsis cirratipila
- Neodexiopsis clavacula
- Neodexiopsis crassicrurus
- Neodexiopsis crispiseta
- Neodexiopsis croceafrons
- Neodexiopsis declivis
- Neodexiopsis devia
- Neodexiopsis discolorisexus
- Neodexiopsis ditiportus
- Neodexiopsis ebenifemus
- Neodexiopsis emmesa
- Neodexiopsis equator
- Neodexiopsis erecta
- Neodexiopsis facilis
- Neodexiopsis flavipalis
- Neodexiopsis flavipes
- Neodexiopsis floridensis
- Neodexiopsis fulvifrontis
- Neodexiopsis geniculata
- Neodexiopsis genupuncta
- Neodexiopsis hilaris
- Neodexiopsis hydrotaeiformis
- Neodexiopsis intoniclunis
- Neodexiopsis lanigera
- Neodexiopsis latifrons
- Neodexiopsis legitima
- Neodexiopsis lineata
- Neodexiopsis longipilis
- Neodexiopsis lunatisigna
- Neodexiopsis macrocera
- Neodexiopsis magnicornis
- Neodexiopsis major
- Neodexiopsis maldonadoi
- Neodexiopsis micans
- Neodexiopsis microchaeta
- Neodexiopsis neoaustralis
- Neodexiopsis neoflavipes
- Neodexiopsis neomacrocera
- Neodexiopsis novissimum
- Neodexiopsis obtusilora
- Neodexiopsis oculata
- Neodexiopsis oscillans
- Neodexiopsis ovata
- Neodexiopsis paranaensis
- Neodexiopsis parvula
- Neodexiopsis paulistensis
- Neodexiopsis pectinata
- Neodexiopsis pectoralis
- Neodexiopsis peninsula
- Neodexiopsis peruviana
- Neodexiopsis pilosa
- Neodexiopsis ponti
- Neodexiopsis preacuta
- Neodexiopsis priscipagus
- Neodexiopsis punctulata
- Neodexiopsis pura
- Neodexiopsis quintivena
- Neodexiopsis rara
- Neodexiopsis rava
- Neodexiopsis recedens
- Neodexiopsis rex
- Neodexiopsis rufitibia
- Neodexiopsis setilamina
- Neodexiopsis setipuncta
- Neodexiopsis sima
- Neodexiopsis similis
- Neodexiopsis subtilis
- Neodexiopsis sulina
- Neodexiopsis tenuicornis
- Neodexiopsis uber
- Neodexiopsis uspallata
- Neodexiopsis willistoni
- Neodexiopsis vitilis
- Neodexiopsis vittiventris
- Neodexiopsis vulgaris